# Ignác Molnár
Ignác Molnár (Budapest, 27 ottobre 1901 – Vienna, 9 marzo 1986) è stato un allenatore di calcio e calciatore ungherese, di ruolo attaccante.

## Carriera

### Giocatore
Da calciatore fu un attaccante dotato di notevole tecnica ed ottimo palleggiatore. La sua carriera si sviluppò soprattutto nel Bocskai, in massima serie ungherese. Nel 1924 arrivò in Italia al Vicenza, fortemente voluto dal tecnico Imre Bekey. Esordì in un'amichevole contro il Carpi il 28 settembre, l'esordio in campionato avvenne invece il 24 ottobre nella gara casalinga vinta per 4-2 contro l'Udinese, gara in cui segnò anche la sua prima rete. Il Vicenza ottenne la promozione vincendo il suo girone, ma dopo esser stata sconfitta nello spareggio finale l'Udinese presentò ricorso lamentando irregolarità nel tesseramento di Molnár e del compagno Horwáth. Il Vicenza fu penalizzato e Molnár dovette lasciare la squadra per trasferirsi al F.C. Roma, con cui arrivò al penultimo posto del campionato laziale. Si trasferì poi in Germania dove chiuse la carriera da calciatore.

### Allenatore
Si trasferì poi nei Paesi Bassi e Belgio per cominciare la carriera da allenatore part time, in quanto i due campionati erano all'epoca dilettantistici. Fu attivo soprattutto a Rotterdam, dove allenò a lungo lo Xerxes e, per un'estate, il R.F.C.; sedette inoltre sulle panchine del Willem II di Tilburg, del Quick dell'Aia (anche qui per una sola estate, nel 1933) e dell'Anversa.
Nel 1939 il connazionale Ernest Erbstein decise di lasciare l'Italia a causa delle leggi razziali e lo segnalò alla dirigenza del Torino come suo possibile sostituto, sperando nel contempo di prenderne il posto a Rotterdam. Le trattative andarono a buon fine e Molnár poté esordire sulla panchina granata il 5 febbraio 1939 ereditando una squadra al terzo posto in classifica, mentre Erbstein avrebbe poi optato per fuggire in Ungheria. Sotto la sua guida il Torino iniziò una lunga rincorsa al Bologna capolista, ma dovette rinunciare all'ambizione di vincere il campionato in seguito alla sconfitta per 6-1 subita contro il Genova alla terzultima giornata. Chiuse infine il campionato con un positivo secondo posto.
Nel 1947 fu poi alla guida del Fenerbahçe nell'Istanbul Lig, campionato che vinse per due stagioni di fila. Il secondo anno ottenne il successo senza perdere alcuna partita e pareggiando una sola volta, risultato che spinse la Federazione turca a metterlo alla guida della Nazionale in vista delle Olimpiadi di Londra, ma per problemi organizzativi non poté seguire la squadra in Inghilterra. Tornò a sedere sulla panchina del Fenerbahçe circa un decennio più tardi, nel 1957, ed in questo secondo periodo vinse l'ultima edizione della Istanbul Lig nel 1958 e la prima del neonato campionato turco l'anno seguente, in entrambi i casi ai danni dei rivali del Galatasaray. Nel 1959-1960 venne eliminato agli ottavi di finale di Coppa dei Campioni dal Nizza e lasciò la squadra prima del termine della stagione.
L'8 giugno 1960 ebbe occasione di guidare per un'unica, ultima partita la Nazionale turca. Seguirono poi alcune stagioni di bassa classifica in Israele e in Austria prima del ritorno in Turchia, dapprima per condurre alla salvezza il neopromosso Vefa SK e poi per la terza volta al Fenerbahçe, portato ancora una volta nel 1967-68 alla vittoria di campionato e Coppa nazionale. Nel 1968-69 può così partecipare nuovamente alla Coppa dei Campioni, in cui elimina i campioni d'Inghilterra del Manchester City prima di arrendersi all'Ajax agli ottavi di finale; in campionato lascia invece la squadra dopo 24 giornate.

## Palmarès

### Allenatore

#### Competizioni nazionali
- Campionato turco: 2

Fenerbahçe: 1959, 1967-1968
- Coppa di Turchia: 1

Fenerbahçe: 1967-1968
- Supercoppa di Turchia: 1

Fenerbahçe: 1968

#### Competizioni regionali
- Lega di Istanbul: 2

Fenerbahçe: 1947-1948, 1958-1959
- Coppa TSYD: 1

Fenerbahçe: 1969-970
- Coppa Sport-Toto: 1

Fenerbahçe: 1967